# Lulu von Strauss und Torney
Luise "Lulu" Elisabeth von Strauss und Torney, född den 20 september 1873 i Bückeburg, död den 19 juni 1956 i Jena, var en tysk författarinna.
Elisabeth von Strauss und Torney var sondotter till Viktor von Strauss und Torney.
Lulu von Strauss und Torney framträdde med allmogeberättelser från Niedersachsen och dikter, bland vilka särskilt balladerna vann uppmärksamhet. Till svenska översattes "Röda toner" (1908) och "Nya sånger och ballader" (1910) och romanen "Sin fars dotter" (1914), allt av Per Levin. Lulu von Strauss und Torney äktade 1916 förläggaren Eugen Diederichs. Bland hennes verk från tiden som gift märks Reif steht die Saat (ballader och dikter, 1919), romanen Der jüngste Tag (1921) och novellerna Das Fenster (1923).